# Noodkreet uit Cambor
Noodkreet uit Cambor is het 39ste stripverhaal uit de reeks van De Rode Ridder. Het is geschreven door Willy Vandersteenen getekend door Karel Biddeloo. De eerste albumuitgave was in 1968.

## Het verhaal
Johan, de Rode Ridder is op inspectietocht in de streek Cambor. De bewoners zijn bang door de mysterieuze verdwijning van enkele boeren. Ze verdenken een monster dat in de moerassen woont. Johan gaat samen met Orlis, zoon van vrouwe Herzel van de burcht van Cambor, de volgende nacht naar het moeras en samen slagen ze er in het monster te verslaan. Johan vervolgt zijn weg maar ontdekt het lijk van een van de verdwenen boeren dat sporen van ketenen vertoont. Herzel en Orlis gedragen zich vreemd en manen hem aan te vertrekken. Een haveloze kerel, Dromed genaamd, zoekt Johan op en is bereid tegen betaling informatie te geven. Alvorens hij iets kan zeggen wordt hij door een pijl gedood. De Rode Ridder herkent de pijl als zijnde van Orlis en gaat ermee naar de burchtvrouw maar zij brengt hem bij Orlis die zwaargewond na een jachtpartij in bed blijkt te liggen. Gehuurde soldeniers van Herzel gaan achter de Rode Ridder aan die kan vluchten naar een toren waar hij drie geketende mannen ontdekt die met houwelen gaten hakken in de muur. Een bedwelmende rook die uit de muur komt doet allen bewusteloos neerstorten en even later worden ze ontdekt door de soldeniers van Herzel. Opeens verschijnt Orlis, plots geheel gezond en hij wil Johan en de 3 mannen verplichten verder te hakken en dreigt hen te doden. Een wanhopige Herzel tracht haar zoon tegen te houden en in de worsteling die volgt valt Orlis op zijn eigen zwaard en sterft. Herzel verklaart dat Orlis bezweken is aan zijn verwondingen en het zijn tweelingbroer Goran is die hen gevangen hield en nu ook dood is. Haar man had vroeger de buit van onwettige strooptochten verborgen in de toren maar had giftige walmen in diverse bergplaatsen toegevoegd. Daarom werden de boeren ontvoerd om het gevaarlijke werk te doen. De Rode Ridder neemt Herzel mee naar Camelot als zijn gevangene .